# Мусахан (блюдо)
Мусахан (араб. مسخّن‎), также известный как мухаммар (араб. محمر‎) — палестинское блюдо, состоящее из жареного цыпленка или курицы, запечённой с луком, сумахом, душистым перцем, шафраном и жареными кедровыми орешками, которое подаётся с лепёшкой «табун». Произошло в районе Тулькарма и Дженина, часто называется национальным блюдом Палестины.
Блюдо особенно популярно среди палестинцев, израильских арабов и иорданцев. В Израиле его едят израильские арабы и израильские друзы в Галилее, особенно вокруг Иксала и Сандалы, а также в израильском Треугольнике.
Блюдо также можно найти в Сирии, Ливане и Иордании.
Мусахан прост в приготовлении, а необходимые ингредиенты легкодоступны, что может объяснить популярность этого блюда. Многие из используемых ингредиентов — оливковое масло, сумах и кедровые орехи — являются основными продуктами палестинской кухни. Блюдо обычно едят руками. Обычно курицу подают на хлебе, также можно подавать с супом.

## Питательная ценность
Типичный рецепт мусахана содержит следующие питательные вещества на порцию (около 300 г):
- Калории: 391
- Всего жира (г): 33
- Насыщенный жир (г): 7
- Холестерин (мг): 92
- Углеводы (г): 0
- Белок (г): 23

## Мировые рекорды
20 апреля 2010 года в палестинской Рамалле было приготовлено самое большое в истории блюдо мусахан, которое было занесено в Книгу рекордов Гиннеса. Премьер-министр Палестины Салям Файяд назвал это большим достижением и честью для палестинского народа: «Это великое достижение полностью зависело от палестинских продуктов, в основном оливкового масла. Оно также имеет культурное измерение и палестинское послание миру, что палестинцы хотят соблюдения своих законных прав». Общий диаметр хлеба для мусахана составлял 4 метра, а общий вес — 1350 кг. Сорок палестинских поваров израсходовали 250 кг муки, 170 кг оливкового масла, 500 кг лука и 70 кг миндаля.

## Галерея

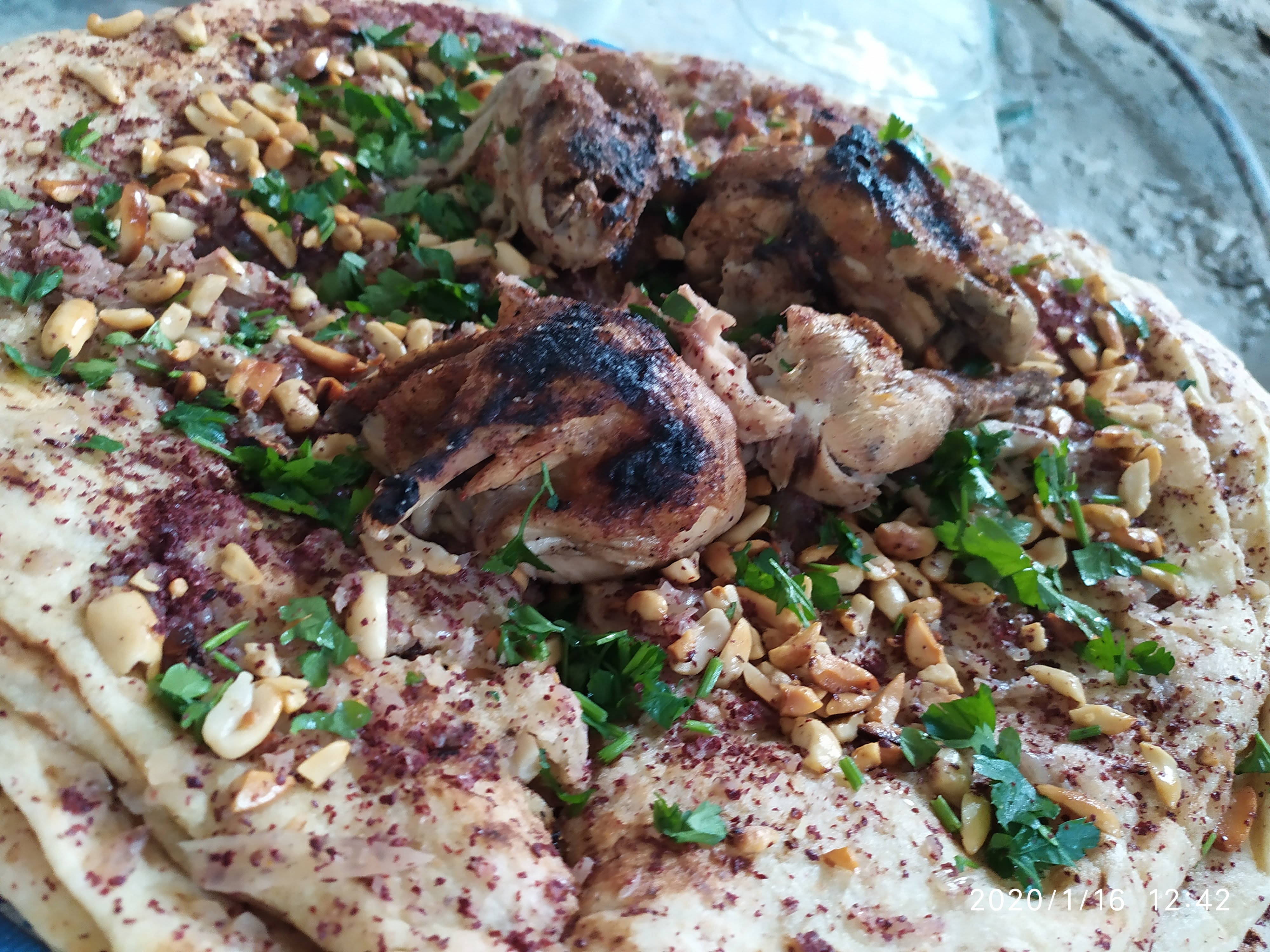
Традиционный мусахан в Аззуне
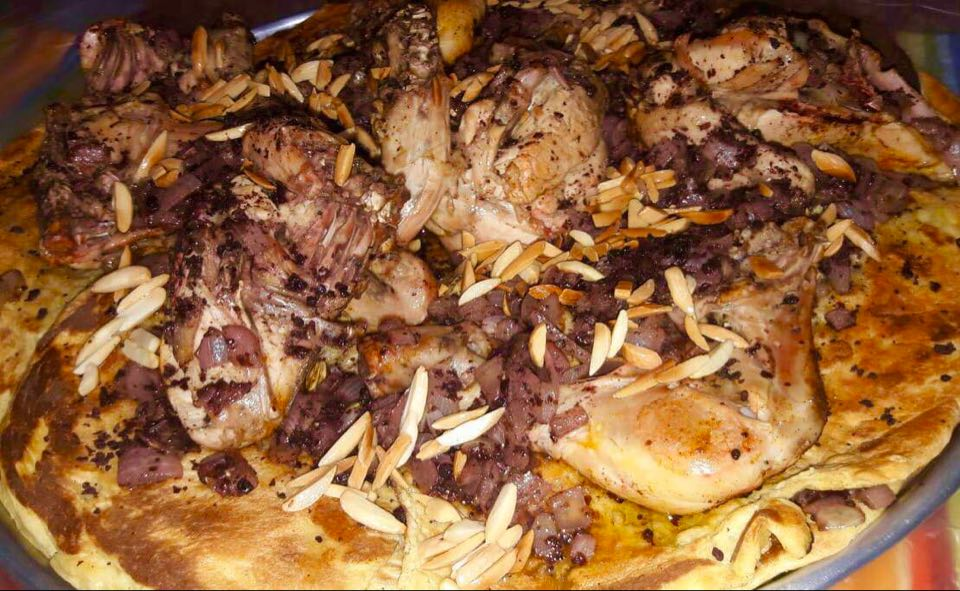
Иорданский мусахан
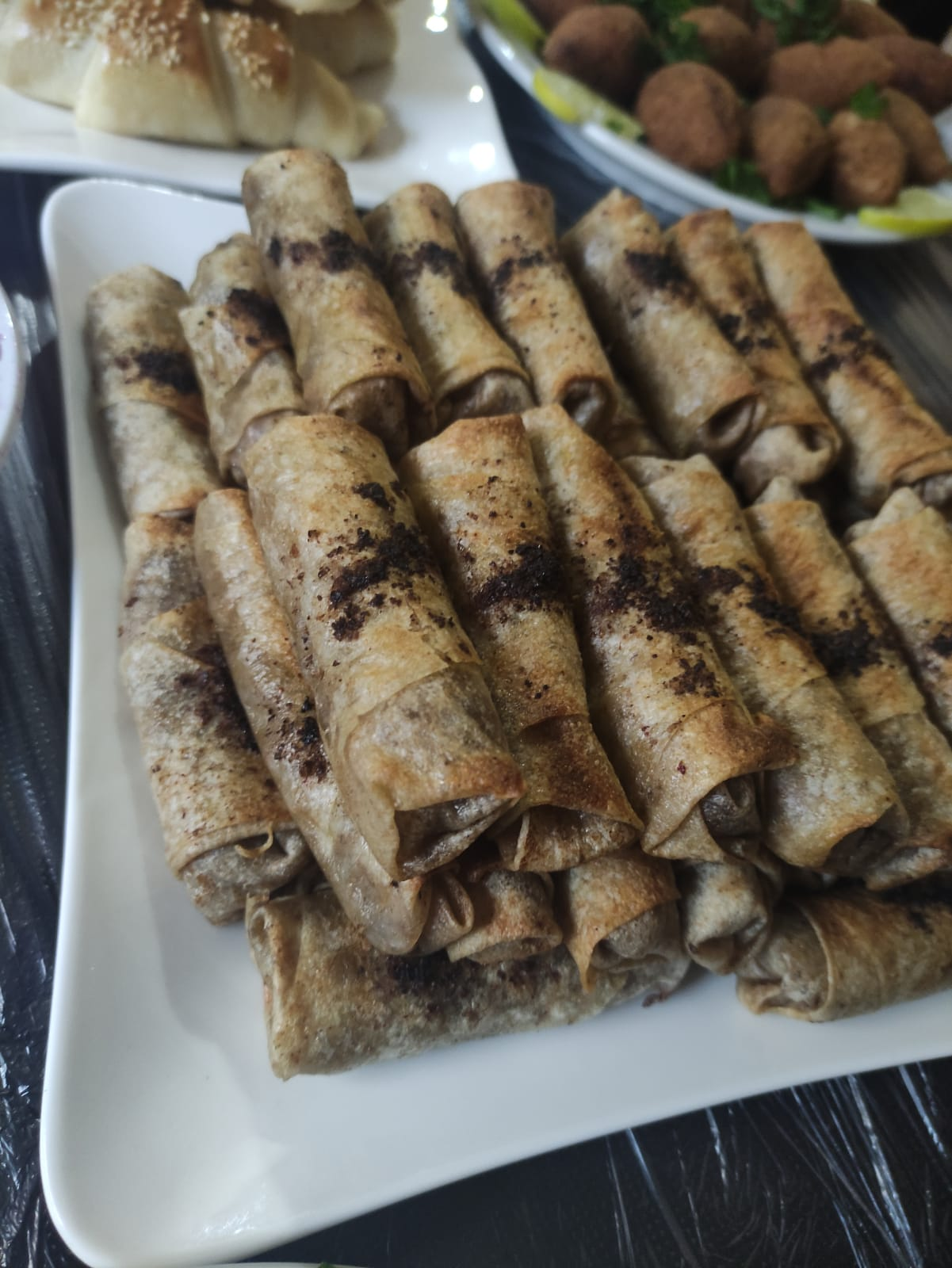
Мусахан в северном Израиле